# Crantzia tigrina
Crantzia tigrina là một loài thực vật có hoa trong họ Tai voi. Loài này được (H.Karst.) Fritsch mô tả khoa học đầu tiên năm 1894.